# 梁寓
梁寓（？—？），字孔儒，吴人，三国时期东吴校尉。
建安二十四年（219年），吕蒙袭杀关羽后，曹操表孙权为骠骑将军，假节领荆州牧，封南昌侯。于是孙权也派遣梁寓上供许昌朝廷，并令王惇买马，以及把之前俘虏的曹操所任的庐江太守朱光遣返。

## 註譯
1. ↑  魏略曰：梁寓字孔儒，吴人也。
2. ↑  公表权为骠骑将军，假节领荆州牧，封南昌侯。权遣校尉梁寓奉贡于汉。及令王惇市马，又遣朱光等归。——《三国志·吴主传》